# Pankrác z Ditrichštejna
Pankrác z Ditrichštejna (německy Pankraz von Dietrichstein, 1446 – 4. září 1508) byl rakouský šlechtic z rodu Ditrichštejnů. Sloužil jako voják císařské armády a v letech 1480-1497 zastával úřad zemského správce a soudce v Korutanech.

## Život
Pankrác se narodil jako mladší syn Jiřího I. z Ditrichštejna na Rabensteinu († 1446) a jeho manželky Alžběty z Höfflingu.
V roce 1483 Pankrác dlouho bránil své rodové sídlo, hrad Ditrichštejn u Feldkirchenu v Korutanech, proti armádě uherského krále Matyáše Korvína a vzdal se hradu proti slibu, že se na něm nebude páchat žádné nepřátelské akce.
Údajně bojoval také v bitvě u Villachu v roce 1492, v níž mělo být zabito a zajato 17 000 Turků, která však není historicky doložena.
V letech 1471, 1487 a 1500 se Pankrác objevuje jako správce bamberské diecéze, v letech 1480 až 1497 správce a soudce na zámku Wolfsberg.
Pozdější císař Maxmilián I. po vymření rodu Schenků z Osterwitz v roce 1506 celou rodinu z Ditrichštejna povýšil do úřadu dědičného nejvyššího číšníka v Korutanském vévodství.
Pankrác z Ditrichštejna zemřel krátce poté, 4. září 1508.

## Manželství a potomci
Pankrác z Ditrichštejna se oženil s Barbarou Gösslovou z Thurnu, s níž měl 5 dětí:
- Jiří z Ditrichštejna († 1512), nebyl ženatý
- František z Ditrichštejna, zakladatel starší hlavní linie z Weichselstädtu a Rabensteinu († po 1548)
- Zikmund z Ditrichštejna, ženatý s nemanželskou dcerou císaře Maxmiliána II. Barborou z Rottalu, předchůdce mladší hlavní linie na hrabě Hollenburg a Finkenstein († 1533)